# Senegambia und Niger

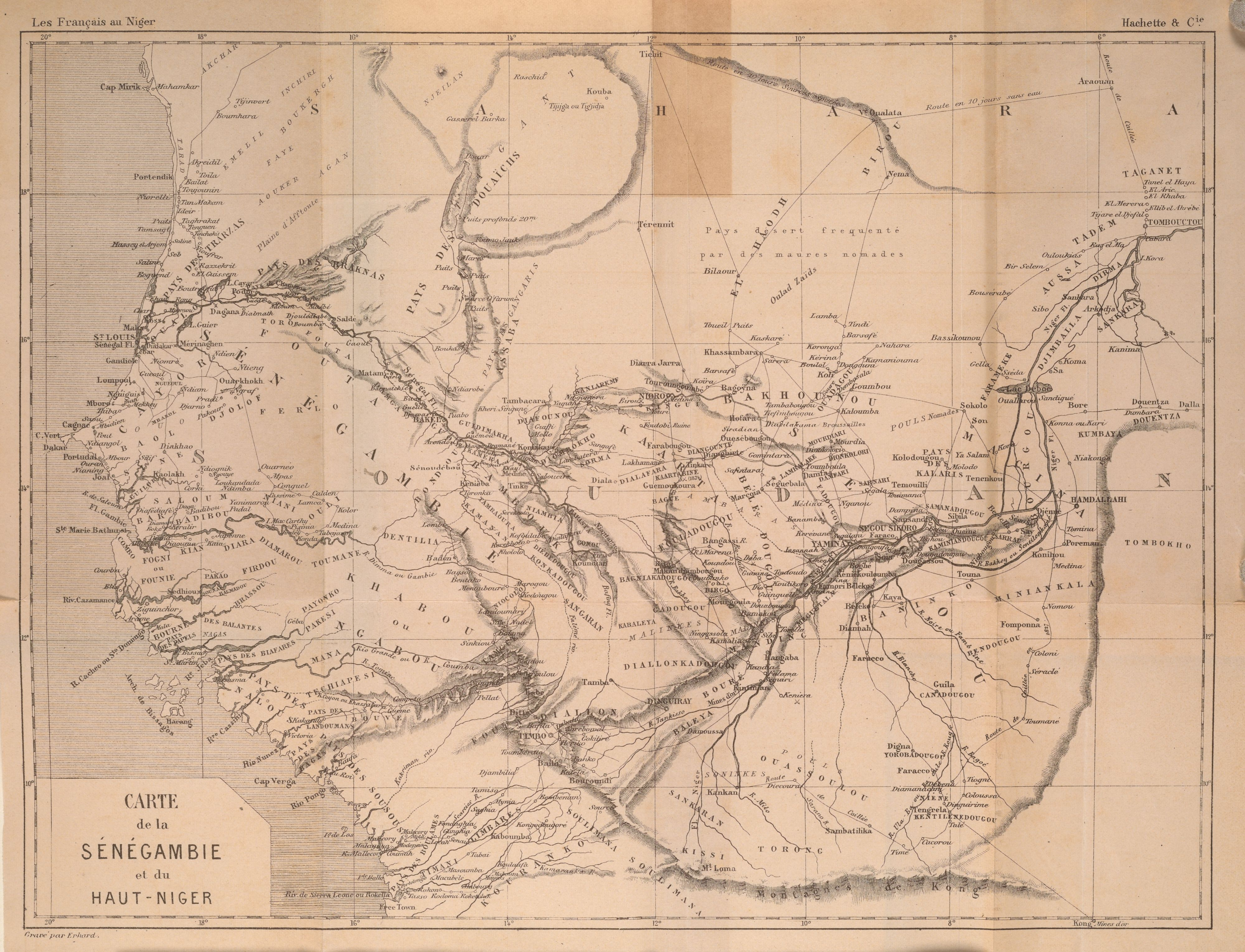
Karte der Kolonie Senegambia und Ober-Niger (1885)

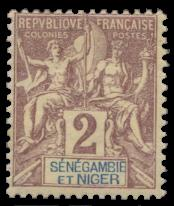
Briefmarke aus Senegambia und Niger (1903)

Senegambia und Niger (französisch Sénégambie et Niger) war von 1902 bis 1904 die Bezeichnung für französische Verwaltungseinheit innerhalb Französisch-Westafrikas in Westafrika. Sie war aus der Kolonien Mittelniger (franz.: Moyen-Niger) und Obersenegal (franz.: Haut-Sénégal) hervorgegangen. 1904 wurde die Kolonie unter der Bezeichnung Obersenegal und Niger reorganisiert.
Obwohl die Kolonie nur kurz existierte, wurden von der französischen Regierung Briefmarken mit der Beschriftung „Sénégambie / et Niger“ ausgegeben.